# アンドレアス・ウルマー
アンドレアス・ウルマー（Andreas Ulmer, 1985年10月30日 - ）は、オーストリア・リンツ出身のサッカー選手。オーストリア・ブンデスリーガのレッドブル・ザルツブルク所属。ポジションはディフェンダー。

## 経歴

### クラブ
2004-05シーズンにFKアウストリア・ウィーンでプロデビューを果たした。 2008年夏、SVリートに移籍。
2009年1月28日、レッドブル・ザルツブルクに移籍。

### 代表
2009年2月11日のスウェーデン代表戦でオーストリア代表デビューを飾った。 2015年3月以降はマルセル・コラー監督の構想から外れ、代表から遠ざかった。2017年10月にフランコ・フォーダが新監督に就任すると、最初の代表選で復帰を果たした。2021年5月、UEFA EURO 2020に向けた暫定登録メンバーに選ばれると、最終登録メンバーにも無事選出された、同大会では2試合に出場した

## タイトル

### クラブ
FKアウストリア・ウィーン
- オーストリア・ブンデスリーガ 優勝 （1回）： 2005-06
- レギオナルリーガ東部（3部） 優勝 （1回）： 2004-05 （セカンドチーム）

FCレッドブル・ザルツブルク
- オーストリア・カップ 優勝 （8回）： 2011-12, 2013-14, 2014-15, 2015-16, 2016-17, 2018-19, 2019-20, 2020-21
- オーストリア・ブンデスリーガ 優勝 （11回）： 2008-09, 2009-10, 2011-12, 2013-14, 2014-15, 2015-16, 2016-17, 2017-18, 2018-19, 2019-20, 2020-21